# 經濟複雜性指數

2015年的經濟複雜性指數

經濟複雜性指數（Economic Complexity Index，ECI）是一個用來衡量大型經濟體生產能力的綜合指標。這一指標由MIT Media Lab的Cesar A. Hidalgo和哈佛大學肯尼迪學院的Ricardo Hausmann開發。
經濟複雜性指數不僅可以觀測經濟現狀，亦可用於預測經濟增長和收入不均。這一指標預測孟加拉國、委內瑞拉和安哥拉等國因技術單一而經濟成長面臨挑戰。但印度、土耳其和菲律賓等國家則因經濟複雜性較高而預期會有較佳的經濟成長。